# Municipio de Östersund
Östersund (en sueco: Östersunds kommun; en sami, Staaren tjïelte) es un municipio de la provincia de Jämtland, Suecia, en la provincia histórica de Jämtland. Su sede se encuentra en la ciudad de Östersund. El municipio actual se formó en 1971 cuando la ciudad de Östersund se fusionó con cinco municipios rurales circundantes.

## Localidades
Hay once áreas urbanas (tätort) en el municipio:
| #  | Tätort        | Población |
| -- | ------------- | --------- |
| 1  | Östersund     | 52 250    |
| 2  | Ängsmon       | 1344      |
| 3  | Lit           | 1125      |
| 4  | Marieby       | 469       |
| 5  | Tandsbyn      | 446       |
| 6  | Häggenås      | 338       |
| 7  | Målsta y Böle | 337       |
| 8  | Orrviken      | 300       |
| 9  | Lunne         | 270       |
| 10 | Fåker         | 256       |
| 11 | Hara          | 239       |

## Demografía

### Desarrollo poblacional
| Gráfica de evolución demográfica de Östersund entre 1970 y 2019 |
|                                                                 |
| Fuente: SCB                                                     |